# あんみつ姫

『あんみつ姫』（あんみつひめ）は、倉金章介による日本の漫画作品。また、それをもとにした映画、テレビドラマ、テレビアニメ作品、および同作品に登場する主人公の名前である。
漫画作品としては、1949年から1955年にかけて光文社『少女』に連載された原作と、テレビアニメ化のタイアップとして1986年から1987年に講談社『なかよし』に掲載された竹本泉版がある。

## 概要
やんちゃでお転婆、おちゃっぴい な「あんみつ姫」が、城の内外で騒動を巻き起こす時代劇コメディ。菓子類に因んだキャラクターの名前や、江戸時代を舞台にしていながら現代のものが混在し、発表当時の出来事や流行が作中に数多く登場するという特徴がある。
原作漫画が一旦連載終了した1954年に、東宝系の東京映画で雪村いづみ主演の映画が2本作られ、以降何度も映像化されている。1958年にはKRT(ラジオ東京テレビ、現在のTBSテレビ)にて、中原美紗緒主演で連続ドラマ化。1960年のドラマ放送終了後には、松竹で再び映画化され、鰐淵晴子が主演した。
原作者の没後に作られた映像化作品は、全てフジテレビ系列で放送されている。1983年には小泉今日子主演で『月曜ドラマランド』にて再度ドラマ化された。1986年にはスタジオぴえろ製作のテレビアニメ作品として放送。小山茉美があんみつ姫の声を演じたほか、当時の人気アイドルグループであるおニャン子クラブが主題歌を務めた。このアニメ版をもとにしてセガ・マークIII用ソフトとしてテレビゲーム化もされている。また、1986年から1987年まで、関西電力のCMのキャラクターに起用された。
その後も、1995年に第32回『新春かくし芸大会』で内田有紀が演じ、2008年には井上真央主演でドラマ化された。

## 登場人物

### 原作に登場するキャラクター
あんみつ姫
本作の主人公。きれいな着物を着たあまから城のお姫さま。長いまつげが特徴。器量よしで優しく朗らかな性格だが、おちゃっぴいなうえに大変なおてんば。好奇心旺盛で、城を抜け出すなど、無邪気で自由奔放な行動で腰元や周囲の者たちを困らせているが、皆から愛されている。勉強、料理、裁縫は苦手。
カステラ夫人
アメリカから来たあんみつ姫の家庭教師で、「カステラ先生」と呼ばれている。天狗のように長い鼻を持つ。多才な人物で、英語やアメリカ文化の他にも、遊びや様々なことを姫に教え、経験させた。城へ来て間もない頃は、風俗習慣の違いからたびたび珍事を引き起こしたが、次第にあまから城に馴染み、日本語も上達していった。運動神経がよく、人並み外れた腕力を持つ。連載当時に皇太子の英語教師であった「ヴァイニング夫人」をヒントにしたキャラクター。
まんじゅう
茶坊主。姓は甘井。元気でとんちのある利口な少年。弟のしお豆と共にあんみつ姫の遊び相手になることが多い。母を病気で亡くしており、あまから城へ来る前は、父親のラーメン屋台を手伝いながら、赤ん坊だった弟を背負って学校に通っていた。誘拐された姫を救った功によって茶坊主となり、以降もたびたび姫の危機を救っている。城下町の甘辛町に一人で暮らしている父親に、仕送りをしている。
しお豆
まんじゅうの弟。見習い茶坊主をしている。まだ幼く、わがままを言ったり、無茶をして周りを振り回すこともあるが、稀に兄に負けない活躍を見せる。まんじゅう、しお豆は、倉金章介の息子がモデルになっている。
あわのだんごの守
あんみつ姫の父で、あまから城の城主。姫からは「パパ」と呼ばれている。呑気な性格の反面、恥ずかしがり屋であがり性。口髭が薄いことを気にしている。一人娘の姫に甘い。大変な発明狂という一面も持っている。
しぶ茶の方
あんみつ姫の母。姫からは「ママ」と呼ばれている。生真面目な性格で、姫曰く「賢夫人」。姫や殿の行儀作法に厳しいが、おだてに乗りやすい。
甘ぐりの助
小姓の少年。まじめでやや要領が悪いところがある。剣術ができるが活躍の場は多くない。
せんべい
奴。しょっぱい顔をしているが、気は優しくて力持ちな城の門番。
腰元たち
皆同じような容姿に描かれており、読者からは見分けがつかない。城を抜け出したあんみつ姫の身代わりをさせられた「きなこ」の他に、「あんこ、しるこ、かのこ、だんご」がおり、腰元五人組を名乗っている。この他にも、腰元募集で採用された「もなか」、「ざらめ」など、数多くの腰元が存在する。
おはぎの局
腰元たちを束ねるお局。独身。

### アニメ版で追加されたキャラクター
あべ川彦左ェ門
口うるさい家老。竹本泉版、井上真央版にも同名のキャラクターが登場する。
柿の種介
おっちょこちょいの家臣。日頃からこき使われている。
平賀源内
城下に住む天才発明家だが、しばしば失敗しては爆発している。同じ顔をした愛犬のジュリーを飼っている。
おっとっと
右耳だけが長くて折れている猫。神社の金をギャンブルなどで使い果たして夜逃げした神主のペットだった。あんみつ姫が源内に頼んで作った「オートマからくり神社」によって借金を返した後、姫のペットになる。

## 漫画

### 倉金章介版
1949年、すでに創刊されていた光文社の少年雑誌『少年』と対をなす少女雑誌として、『少女』が創刊された。以来『少女』では、売出し中だった長谷川町子による漫画「仲よし手帖」が連載されていたが、さらにこの雑誌の柱となる漫画を求めた編集部は、長谷川と同じ田河水泡の門下である倉金章介に白羽の矢を立てた。倉金と編集部は、終戦後の不自由な時代に少女たちを満足させるためには、衣食住、とくに「食べるものと着るもの」が必要であると考え、登場人物の名前を、当時は入手困難だった甘い食べ物に設定し、主人公を振袖のお姫さまとした。また、親たちが子供を気遣う余裕のない時代だったため、現実の厳しさから離れた夢のある物語を展開するための舞台として、江戸時代が設定された。こうして『少女』の第4号（5月号）から「あんみつ姫」の連載がスタートし、1万部程度だった『少女』の発行部数を70万部まで伸ばすほどの人気漫画となった。
少女たちだけでなく、少年たちの間でも人気を博した『あんみつ姫』は、単行本となり、映画化もされた。『少女』での連載終了から1年後の1956年には、集英社の少女雑誌『りぼん』で連載を再開。1958年からは、掲載誌を同社の芸能雑誌『明星』に移し、「あんみつ姫もお年頃」のタイトルで連載され、テレビドラマ化もされた。講談社の『たのしい二年生』、小学館の『幼稚園』と平行しながら、『明星』での連載は1962年4月号まで続いた。

#### 主題歌
1950年にキングレコードより発売された漫画のイメージソング。
「あんみつ姫」
作詞 - 倉金章介、長田恒雄 / 作曲 - 山本雅之 / 編曲 - 山本雅之 / 歌 - 小谷和子、キング児童合唱団
「カステラ夫人」
作詞 - 長田恒雄 / 作曲・編曲 - 長谷川堅二 / 歌 - 田中洋子、金の鈴合唱団

### 竹本泉版
1986年の竹本泉による漫画は、テレビアニメ版と広義のメディアミックスの関係にある作品ではあるが、アニメ版の新番組告知が公表される前から連載が始まり、アニメ版のコミカライズではなく、全く別内容のナンセンスコメディとなっている。
特徴的なこととして、主要キャラクターとして隣の国の若殿様“さくらもち太郎”というオリジナルのキャラクターが登場している。これは元々アニメ版の企画段階で用意されたキャラクターに起源を持つが、アニメ版では設定が正式決定するまでに没となって未登場になり、竹本版でのみ登場になったという経緯を辿ったものである。
- 竹本はデビュー当初より、いわゆるスター・システム的な手法を駆使してきた漫画家の一人だが、『あんみつ姫』ではこれまでの作品と比べても、かなりの数のキャラクターで過去作品でも登場した常連キャラクターのデザインが用いられている。竹本の場合、手塚治虫のようにキャラクターに決まった名前が無く、文章だけではキャティングの説明が困難であるため、細かい説明は省くが、たとえばだんごの守は、デビュー作である『夢みる7月猫』の他に『あおいちゃんパニック!』や『ルプ☆さらだ』などたびたび登場している竹本の定番キャラクターの1つである。
- 1995年に復刻版単行本が出た際、インディアンや黒人の表現が差別的であるとして、「黒人差別をなくす会」より抗議を受けたため、この部分を人種とは無関係な表現に改変して再版された。
- 2008年に「完全版」名義でリニューアル版が発売。完全版の名の通りカラーページも色付きで再録されている。あとがきでは竹本版を元にパチンコ化の話が持ち上がっていたが、ターゲット層不明のため流れた事が明かされている。

### 書籍情報

#### 倉金章介版
- 光文社版 - 全2巻、1951年-1952年
- 二見書房 サラ文庫版、1976年

光文社版収録作品34本のうちの28本を収録。台詞が省略されている箇所がある。
- 講談社漫画文庫版 - 上下2巻、1976年

絵と台詞の細部が変更されている。

#### 竹本泉版
- 講談社 ワイドKC版 - 全4巻、1986年-1987年
- 宙出版 ミッシィコミックスMSL版 - 全2巻、1995年
- 幻冬舎 バーズコミックススペシャル - 全2巻、2008年

## ラジオドラマ
1951年12月30日から1952年3月30日まで、ラジオ東京（現：TBSラジオ）で日曜日17:05 - 17:25に放送された音楽放送劇。光文社の一社提供。

### キャスト
- 浅沼由美代[注 8]
- 千葉信男

ほか

## 映画

### 雪村いづみ版

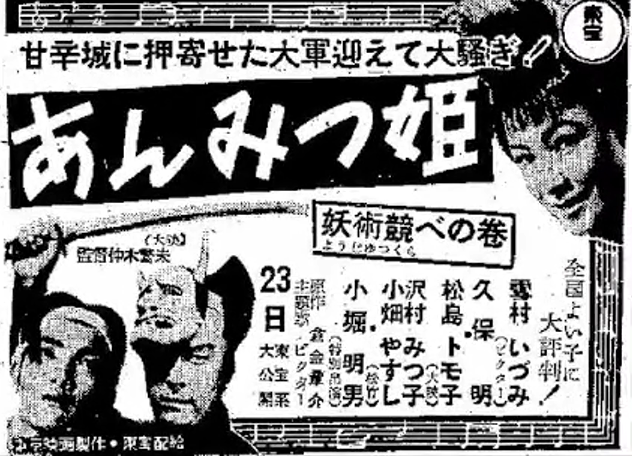
『妖術競べの巻』の新聞広告
(1954年11月20日付読売新聞夕刊)

雑誌『少女』に連載された「あんみつ姫」を原作としている。以下の二本が公開された。
- 『あんみつ姫・甘辛城の巻』（東京映画制作・東宝配給、1954年11月10日公開）
- 『あんみつ姫・妖術競べの巻』（東京映画制作・東宝配給、1954年11月23日公開）

#### キャスト
- あんみつ姫 - 雪村いづみ
- あわのだんごの守 - 藤原釜足
- 甘茶の方 - 松田トシ
- カステラ夫人 - 丹下キヨ子
- 甘栗之助 - 沢村みつ子
- まんじゅう - 小畑やすし
- 虎焼皮右衛門 - 大庭六郎
- 塩野飴内 - 天津敏
- 腰元きなこ - 清水谷洋子
- 小倉ようかん - 有島一郎
- 弓太郎 - 久保明
- 妹すみれ - 松島トモ子
- 不知火甚内 - 益田喜頓
- お銀 - 二条雅子
- 鬼塚刑部 - 瀬川路三郎
- お熊の方 - 出雲八枝子
- イタチョコ博士 - 有木山太

#### スタッフ
- 監督：仲木繁夫
- 製作：滝村和男、山崎喜暉
- 原作：倉金章介
- 脚色：若尾徳平、新井一
- 撮影：遠藤精一
- 音楽：浅井挙曄
- 美術：島康平
- 録音：西尾昇
- 照明：島百味

#### 主題歌
「あんみつ姫」
作詞 - 井田誠一 / 作曲 - 吉田正 / 編曲 - 多忠修 / 歌 - 雪村いづみ
「愛の真珠貝」
作詞 - 井田誠一 / 作曲 - 吉田正 / 編曲 - 多忠修 / 歌 - 雪村いづみ

#### 同時上映
- 『甘辛城の巻』：『新鞍馬天狗 第二話 東寺の決闘』（原作：大佛次郎、脚本：松浦健郎、監督：青柳信雄、主演：小堀明男）
- 『妖術競べの巻』：『女性に関する十二章』（原作：伊藤整、脚本：和田夏十、監督：市川崑、主演：津島恵子）

### 鰐淵晴子版

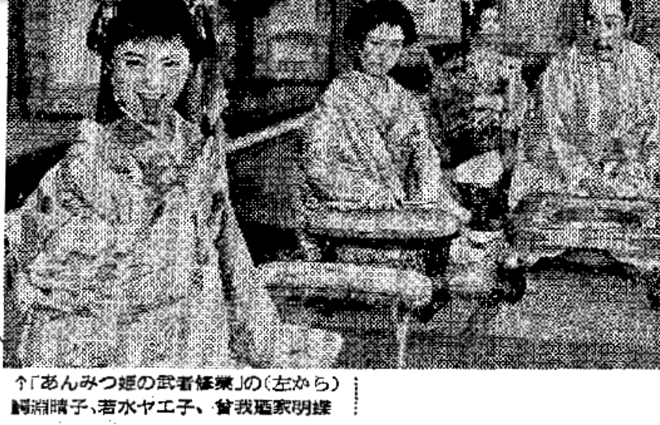
『あんみつ姫の武者修業』のワンシーン
1960年12月29日付読売新聞

『あんみつ姫の武者修業』のタイトルで、1960年12月27日から松竹で正月映画として公開された。時代劇初主演の鰐淵晴子のほか、多数の歌謡スターやジャズ界の人気者が出演した。雑誌『明星』に連載されていた「あんみつ姫もお年頃」を原作としており、姫の年齢は16歳に設定されている。
あんみつ姫の映像化作品としては初のカラー作品。

#### キャスト
- あんみつ姫 - 鰐淵晴子
- 粟乃団子の守 - 曽我廼家明蝶
- 渋茶の方 - 若水ヤエ子
- 金鍔三太夫 - 森川信
- 腰元きなこ - 瞳麗子
- 安部川団五郎 - 倉田爽平
- 天堂一角 - 安住譲
- 怪盗闇太郎 - 藤山寛美
- おせん - 関千恵子
- 艶歌師浩ちゃん - 守屋浩
- 開運堂 - 大泉滉
- 座長藤九郎 - 三波春夫
- 千鳥太夫 - 島倉千代子
- 歌う子供たち - コロムビア・ポニーズ
- 甘栗角之進 - 永田光男
- 柿田宗蓮 - 田中謙三
- 岡っ引久六 - トニー谷

#### スタッフ
- 監督：大曽根辰保
- 製作：島尾良造
- 原作：倉金章介
- 脚色：関沢新一
- 撮影：倉持友一
- 音楽：加藤三雄
- 美術：大角純一
- 録音：福安賢洋
- 照明：蒲原正次郎

#### 主題歌
「小鳥とあんみつ」
作詞 - 関沢新一 / 作曲 - 浜口庫之助 / 歌 - 鰐淵晴子

## テレビドラマ

### 中原美紗緒版

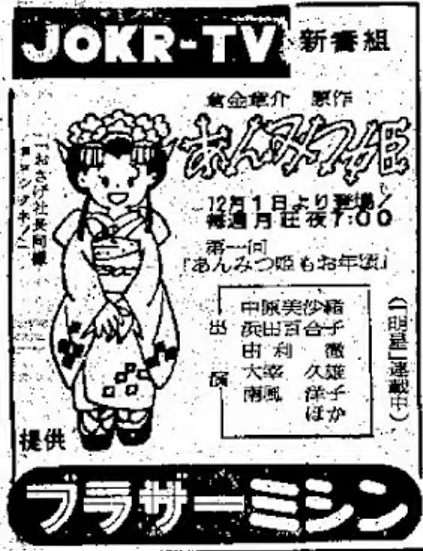
放送告知
（1958年12月1日付読売新聞掲載）

1958年12月1日から1960年10月28日まで、KRT（現：TBS）系列で月曜日の19:00 - 19:30→金曜日の19:00 - 19:30（JST）に放送された。ブラザーミシン販売の一社提供で、生放送番組。全100回。
『明星』に連載されていた「あんみつ姫もお年頃」を原作としている。

#### キャスト
脚注のないものは第50回台本より。
- あんみつ姫 - 中原美紗緒
- 殿様 - 太宰久雄
- 奥方 - 浜田百合子[18]、三崎千恵子
- お萩 - 南風洋子
- 家老石衣 - 藤山竜一[18]
- 乳母あられ - 堀越節子[18]
- きなこ - 小桜京子
- しるこ - 八木千枝[18]
- あんこ - 尾瀬俊子[18]
- 奴・せんべい - 由利徹[18]、渥美清[2][19]
- まんじゅう - 谷幹一
- しお豆 - 関敬六
- 羽夢三太夫 - 由利徹
- 黒雲勘左エ門 - 大森義夫
- あずき - 桜京美
- 豆板 - 南利明
- 若水ヤエ子[13]

#### スタッフ
脚注のないものは第50回台本より。
- 原作：倉金章介
- 脚本（脚色）：山下与志一[20][21]、能見正比古[22][21]、木村重夫、加藤文治[23]、津瀬宏[24]、宮田達男[25]
- 音楽：石川皓也
- 演出：長島嘉一郎[20]、篠原庸、松原呦一、萩原啓一、樋口祐三[26]、和気とし子[26]
- 美術：柳沢満智男
- 進行：服部展宏
- 小道具：清水専二、加藤良明
- 衣装：村山かよ
- 化粧：小林チヤ
- 代理店：博報堂
- TD：金子正宏
- 1CAM：宇田文夫
- 2CAM：石井浩
- 3CAM：岡本悦弥
- CCU：年友達男
- AUDIO：須藤良司、堀口隆司
- LIGHT：島崎幸二、青木武、荒木誠
- EFFECT：小松啓明、直井清明

#### 主題歌
「あんみつ姫」
作詞 - 山下与志一 / 作曲・編曲 - 石川皓也 / 歌 - 中原美紗緒 、ボニー・ジャックス

#### 放送日程
『朝日新聞』(東京・大阪・西部・名古屋)の番組表を基に作成。
| 放送回 | 放送日         | サブタイトル                   |     | 放送回         | 放送日                     | サブタイトル |
| ------ | -------------- | ------------------------------ | --- | -------------- | -------------------------- | ------------ |
| 1      | 1958年12月01日 | あんみつ姫もお年頃             | 51  | 11月16日       | あんみつ姫と金の鯱         |              |
| 2      | 12月08日       | あんみつ姫と腰元たち           | 52  | 11月23日       | あんみつ姫と感謝の日       |              |
| 3      | 12月15日       | あんみつ姫のボーナス           | 53  | 11月30日       | あんみつ姫と愛の大売出し   |              |
| 4      | 12月22日       | あんみつ姫とクリスマス         | 54  | 12月07日       | あんみつ姫と忍術修業       |              |
| 5      | 12月29日       | あんみつ姫のお年越             | 55  | 12月14日       | あんみつ姫とボーイフレンド |              |
| 6      | 1959年01月05日 | あんみつ姫のファッションショー | 56  | 12月21日       | あんみつ姫と三太九郎助     |              |
| 7      | 1月12日        | あんみつ姫の乳兄妹             | 57  | 12月28日       | あんみつ姫と年の暮         |              |
| 8      | 1月19日        | あんみつ姫とお家の御法度       | 58  | 1960年01月04日 | あんみつ姫の初夢           |              |
| 9      | 1月26日        | あんみつ姫は御心配             | 59  | 1月11日        | あんみつ姫と花嫁人形       |              |
| 10     | 2月02日        | あんみつ姫と花言葉             | 60  | 1月18日        | あんみつ姫とお脈拝見       |              |
| 11     | 2月09日        | あんみつ姫の冒険               | 61  | 1月25日        | あんみつ姫と新家老         |              |
| 12     | 2月16日        | あんみつ姫の冒険2              | 62  | 2月01日        | あんみつ姫とスパイ         |              |
| 13     | 2月23日        | あんみつ姫と冷い戦争           | 63  | 2月08日        | あんみつ姫と針供養         |              |
| 14     | 3月02日        | あんみつ姫と心の旅路           | 64  | 2月15日        | あんみつ姫と春浅し         |              |
| 15     | 3月09日        | あんみつ姫とご隠居             | 65  | 2月22日        | あんみつ姫と入学試験       |              |
| 16     | 3月16日        | あんみつ姫と春がすみ           | 66  | 2月29日        | あんみつ姫と女の一大事     |              |
| 17     | 3月23日        | あんみつ姫と花見の喧嘩         | 67  | 3月07日        | あんみつ姫と敵討の父娘     |              |
| 18     | 3月30日        | あんみつ姫と時の氏神           | 68  | 3月14日        | あんみつ姫とそばやの娘     |              |
| 19     | 4月06日        | あんみつ姫と招待状             | 69  | 3月21日        | あんみつ姫と就職の春       |              |
| 20     | 4月13日        | あんみつ姫と夕月姫             | 70  | 3月28日        | あんみつ姫と精神修養       |              |
| 21     | 4月20日        | あんみつ姫とゆく春             | 71  | 4月04日        | あんみつ姫と愛のお作法     |              |
| 22     | 4月27日        | あんみつ姫とつみ草             | 72  | 4月11日        | あんみつ姫と開かずの間     |              |
| 23     | 5月04日        | あんみつ姫と旅立ち             | 73  | 4月18日        | あんみつ姫と春の珍事       |              |
| 24     | 5月11日        | あんみつ姫とゴマのハエ         | 74  | 4月25日        | あんみつ姫とのんきな殿様   |              |
| 25     | 5月18日        | あんみつ姫と狐つき             | 75  | 5月06日        | あんみつ姫と真空斬りの巻   |              |
| 26     | 5月25日        | あんみつ姫とある少女           | 76  | 5月13日        | あんみつ姫と恐いお役人     |              |
| 27     | 6月01日        | あんみつ姫と関所破り           | 77  | 5月20日        | あんみつ姫と家宝の土瓶     |              |
| 28     | 6月08日        | あんみつ姫と鉄砲屋             | 78  | 5月27日        | あんみつ姫と旅法師         |              |
| 29     | 6月15日        | あんみつ姫と三休さん           | 79  | 6月03日        | あんみつ姫の御縁談         |              |
| 30     | 6月22日        | あんみつ姫と仙人               | 80  | 6月10日        | あんみつ姫と初夏の風       |              |
| 31     | 6月29日        | あんみつ姫と大海賊             | 81  | 6月17日        | あんみつ姫と御意見無用     |              |
| 32     | 7月06日        | あんみつ姫とある島             | 82  | 6月24日        | あんみつ姫と太陽がいっぱい |              |
| 33     | 7月13日        | あんみつ姫と司令官             | 83  | 7月01日        | あんみつ姫と庭の古井戸     |              |
| 34     | 7月20日        | あんみつ姫と旅の宿             | 84  | 7月08日        | あんみつ姫としゃっくり病   |              |
| 35     | 7月27日        | あんみつ姫と竜神さま           | 85  | 7月15日        | あんみつ姫と幽霊           |              |
| 36     | 8月03日        | あんみつ姫とあまから城         | 86  | 7月22日        | あんみつ姫とゆかたの季節   |              |
| 37     | 8月10日        | あんみつ姫と闇太郎             | 87  | 7月29日        | あんみつ姫と殺し屋の巻     |              |
| 38     | 8月17日        | あんみつ姫とからくり城         | 88  | 8月05日        | あんみつ姫と御駕籠騒動     |              |
| 39     | 8月24日        | あんみつ姫と危険旅行           | 89  | 8月12日        | あんみつ姫のノド自慢       |              |
| 40     | 8月31日        | あんみつ姫と謎のひな           | 90  | 8月19日        | あんみつ姫と水騒動         |              |
| 41     | 9月07日        | あんみつ姫と御前会議           | 91  | 8月26日        | あんみつ姫と瓢箪騒動       |              |
| 42     | 9月14日        | あんみつ姫と北の旅             | 92  | 9月02日        | あんみつ姫と秋近し         |              |
| 43     | 9月21日        | あんみつ姫と旅の絵師           | 93  | 9月09日        | あんみつ姫とオンボロ部落   |              |
| 44     | 9月28日        | あんみつ姫と北の国             | 94  | 9月16日        | あんみつ姫とやりくり大名   |              |
| 45     | 10月05日       | あんみつ姫と宝さがし           | 95  | 9月23日        | あんみつ姫と江戸の隠密     |              |
| 46     | 10月12日       | あんみつ姫と竜神の池           | 96  | 9月30日        | あんみつ姫とラブ・レター   |              |
| 47     | 10月19日       | あんみつ姫と三太夫             | 97  | 10月07日       | あんみつ姫と外国大使       |              |
| 48     | 10月26日       | あんみつ姫と黒雲一家大あばれ   | 98  | 10月14日       | あんみつ姫と合カギ         |              |
| 49     | 11月02日       | あんみつ姫と黒雲さんの草履とり | 99  | 10月21日       | あんみつ姫は名判官         |              |
| 50     | 11月09日       | あんみつ姫と落葉の唄           | 100 | 10月28日       | あんみつ姫と晴れの鹿島立ち |              |

#### 放送局
1960年9月時点。番組開始当初は南海放送でも放送されていた。
| 放送地域       | 放送局           | 放送日時                                                          | 備考                             |
| -------------- | ---------------- | ----------------------------------------------------------------- | -------------------------------- |
| 関東広域圏     | KRT              | 月曜 19:00 - 19:30 (第74回まで) ↓ 金曜 19:00 - 19:30 (第75回以降) | 制作局                           |
| 宮城県         | 東北放送テレビ   | 月曜 19:00 - 19:30 (第74回まで) ↓ 金曜 19:00 - 19:30 (第75回以降) | 1959年4月1日開局。               |
| 中京広域圏     | 中部日本放送     | 月曜 19:00 - 19:30 (第74回まで) ↓ 金曜 19:00 - 19:30 (第75回以降) |                                  |
| 近畿広域圏     | 朝日放送         | 月曜 19:00 - 19:30 (第74回まで) ↓ 金曜 19:00 - 19:30 (第75回以降) | 1959年2月までは大阪テレビ放送。  |
| 福岡県         | RKB毎日          | 月曜 19:00 - 19:30 (第74回まで) ↓ 金曜 19:00 - 19:30 (第75回以降) |                                  |
| 北海道         | 北海道放送       | 月曜 19:00 - 19:30                                                |                                  |
| 岩手県         | ラジオ岩手テレビ | 月曜 19:00 - 19:30                                                | 1959年9月1日開局。               |
| 新潟県         | 新潟放送         | 月曜 19:00 - 19:30                                                | 1958年12月22日サービス放送開始。 |
| 長野県         | 信越放送         | 月曜 19:00 - 19:30                                                |                                  |
| 静岡県         | 静岡放送         | 月曜 19:00 - 19:30                                                |                                  |
| 石川県         | 北陸放送         | 月曜 19:00 - 19:30                                                |                                  |
| 鳥取県・島根県 | ラジオ山陰テレビ | 月曜 19:00 - 19:30                                                | 1959年12月15日開局。             |
| 香川県・岡山県 | 山陽放送         | 月曜 19:00 - 19:30                                                |                                  |
| 広島県         | ラジオ中国テレビ | 月曜 19:00 - 19:30                                                | 1959年4月1日開局。               |
| 熊本県         | ラジオ熊本テレビ | 月曜 19:00 - 19:30                                                | 1959年4月1日開局。               |

| KRT（現：TBS）系 月曜19:00枠                              | KRT（現：TBS）系 月曜19:00枠                       | KRT（現：TBS）系 月曜19:00枠                            |
| 前番組                                                    | 番組名                                             | 次番組                                                  |
| --------------------------------------------------------- | -------------------------------------------------- | ------------------------------------------------------- |
| おさげ社長                                                | あんみつ姫 （中原美紗緒版）                        | シャイアン （19:00 - 20:00） 【ここから西部劇ドラマ枠】 |
| KRT（現：TBS）系 金曜19:00枠                              |                                                    |                                                         |
| テレビぴよぴよ大学                                        | あんみつ姫 （中原美紗緒版） 【当番組よりドラマ枠】 | お嬢さん奮闘記                                          |
| KRT（現：TBS）系 日本ミシン製造（ブラザー工業）一社提供枠 |                                                    |                                                         |
| おさげ社長                                                | あんみつ姫 （中原美紗緒版）                        | お嬢さん奮闘記                                          |

### 小泉今日子版

#### 放映
- 1983年5月23日
- 1983年10月17日
- 1984年1月9日

すべてフジテレビ『月曜ドラマランド』枠。

#### キャスト
- あんみつ姫 - 小泉今日子
- おこしの局 - 由紀さおり
- 小松政夫
- 品川千兵衛 - 東八郎
- 団子の守 - 金田龍之介
- イッセー尾形
- 山本みどり
- 辻沢杏子
- 相原一夫
- コント赤信号

#### スタッフ
- 監督：大黒章弘（第1、2回）、杉村治司（第3回）
- 脚本：奥津啓治
- 企画：久保田榮一、石川泰平
- プロデューサー：大黒章弘、福本義人
- 制作：テレパック、フジテレビ

#### 主題歌
「まっ赤な女の子」（第1作）
作詞 - 康珍化 / 作曲 - 筒美京平 / 編曲 - 佐久間正英 / 歌 - 小泉今日子
「クライマックス御一緒に」（第2,3作）
作詞 - 森雪之丞 / 作曲 - 井上大輔 / 編曲 - 井上大輔 / 歌 - 小泉今日子（「あんみつ姫」名義）
| フジテレビ系列 月曜ドラマランド                                | フジテレビ系列 月曜ドラマランド                 | フジテレビ系列 月曜ドラマランド           |
| 前番組                                                         | 番組名                                          | 次番組                                    |
| -------------------------------------------------------------- | ----------------------------------------------- | ----------------------------------------- |
| どっきり天馬先生 （第4作） （1983.5.16）                       | あんみつ姫 （小泉今日子版第1作） （1983.5.23）  | どっきり天馬先生 （第5作） （1983.5.30）  |
| 帰って来た意地悪ばあさん （1983.10.10）                        | あんみつ姫 （小泉今日子版第2作） （1983.10.17） | 胸さわぎの放課後 （第1作） （1983.10.24） |
| 長谷川町子の いじわる看護婦スペシャル （第4作） （1983.12.26） | あんみつ姫 （小泉今日子版第3作） （1984.1.9）   | 七にんめのいとこ （1984.1.16）            |

### 井上真央版

#### 放映
- 2008年新春スペシャルドラマ あんみつ姫の大冒険!
2008年1月6日19:00 - 20:54（JST） 視聴率14.6%（関東地区・ビデオリサーチ調べ）。
- 2009年新春ドラマSP! あんみつ姫2
2009年1月11日19:00 - 20:54（JST） 視聴率9.6%（関東地区・ビデオリサーチ調べ）。

#### キャスト
- あんみつ姫 - 井上真央
- カステラ夫人（あんみつ姫の家庭教師） - 夏木マリ

冒頭のナレーションも担当。
- あべかわ彦左エ門（老中） - 泉谷しげる
- 甘栗の助（小姓） - 今井悠貴

スポンサーの読み上げも担当。
- いちご大福（あんみつ姫の親友） - 中川翔子
- しるこ（腰元シスターズ） - 大島美幸（森三中）
- あんこ（腰元シスターズ） - 村上知子（森三中）
- きなこ（腰元シスターズ） - 黒沢かずこ（森三中）
- しぶ茶（あんみつ姫の祖母） - 白川由美（特別出演）
- 金つばのリュウ（謎の遊び人、その実態は甘辛国東町奉行あんみつ同心・遠山竜之進） - 京本政樹
- てん茶（奥方・あんみつ姫の母上） - 和久井映見
- あわの団子の守（殿様・あんみつ姫の父上） - 柳葉敏郎

第2作には「自ら発明した熱気球で旅行をしていて留守」との設定で登場していない。
第1作ゲスト
- 煎兵衛（スリ集団「こんぺい党」のリーダー） - 小出恵介
- おはぎ（「こんぺい党」の一員） - 森迫永依
- あられ（「こんぺい党」の一員） - 岩井進士郎
- あめ吉（「こんぺい党」の一員） - 浅沼太貴
- 銭形うい郎（同心） - 脇田寧人（ペナルティ）
- やき餅（岡っ引き） - 中川秀樹（ペナルティ）
- ハナカミ王子（杉の木国の王子・あんみつ姫の見合い相手） - 渡辺和洋（フジテレビアナウンサー）
- 横綱王子（ちゃんこ国の王子・あんみつ姫の見合い相手） - 脇知弘
- 一発屋王子（お笑い国の王子・あんみつ姫の見合い相手） - ダンディ坂野
- ギョロリ王子（K-1王国の王子・あんみつ姫の見合い相手） - ボビー・オロゴン
- 桃山三太夫（町で人気の役者） - 早乙女太一
- 喜多内太郎（悪党の僧侶） - 段田安則
- 腹黒伊蔵（悪党の家老） - 中条きよし

第2作ゲスト
- 野牛九兵衛 （浪人となり身を変えていた吉良吉良国の若様・かがみ餅之助） - 内田朝陽
- 胡桃姫（吉良吉良国の姫、実は甘栗の助の母） - 大塚寧々
- 五平餅（ちまきの父・提灯屋、元武士） - 温水洋一
- ちまき（吉良吉良国に暮らす娘） - 八木優希
- 巴里酢（比留豚姉妹・「比留豚」の仲居） - はるな愛
- 肉桂（比留豚姉妹・「比留豚」の仲居） - 前田健

エンディングの振付も担当。
- かがみ大福餅（吉良吉良国の殿様） - 山田明郷
- 団子屋のオヤジ - 春海四方
- 動物浜口（天下一武闘会の出場者） - アニマル浜口
- おニャン子太郎（天下一武闘会の出場者） - 猫ひろし
- 一発屋王子（天下一武闘会の出場者） - ダンディ坂野
- 髭男爵[注 18]
- 我滅猪生（吉良吉良国の勘定奉行） - 竹内力
- 錦玉（宿場「比留豚」の女将） - 杉本彩
- 阿久田偉観（吉良吉良国を牛耳る大老） - 中尾彬

#### スタッフ
- 演出：西浦正記
- 脚本：いずみ吉紘
- 企画：松崎容子
- プロデューサー：浅野澄美、三田真奈美
- 制作：フジテレビ、FCC

#### 主題歌
「ダイアモンド」
作詞 - 中山加奈子 / 作曲 - 奥居香
歌・あんみつファミリー（井上真央、中川翔子、柳葉敏郎、夏木マリ、泉谷しげる、京本政樹、白川由美、森三中）

## テレビアニメ
1986年10月5日から1987年9月27日まで、フジテレビ系列（テレビ大分・テレビ宮崎各局を除く）で毎週日曜18:00 - 18:30枠に於いて放送された。
『サントリー スポーツ天国』、『スポーツ特Q』と、それまでスポーツニュース番組が放送されていたこの枠でアニメ作品が放送されるのは、『未来警察ウラシマン』の枠移動前の1983年3月末以来3年半振りとなった。なお、従来本枠で放送されたアニメの制作を請け負っていたタツノコプロは、本作では企画協力という形で参加している。
原則として各話一話完結であるが、以前の回で登場したキャラクターやストーリーがのちの回で言及されることも多い。

### キャスト
- あんみつ姫（声 - 小山茉美）
- あわの団子の守（殿様）（声 - 神山卓三）
- しぶ茶（奥方）（声 - 京田尚子）
- カステラ夫人（家庭教師）（声 - 青木菜奈）
- 柿の種助（家臣）（声 - 千葉繁）
- あべかわ彦左ェ門（家老）（声 - 八奈見乗児）
- おはぎの局（女中頭）（声 - 鈴木れい子）
- せんべい（やっこ）（声 - 玄田哲章）
- 甘ぐりの助（小姓）（声 - 三田ゆう子）
- まんじゅう（茶ぼうず）（声 - 渕崎ゆり子）
- しお豆（まんじゅうの弟）（声 - 星野桜子）
- だんご（腰元）（声 - 吉田美保）
- しるこ（腰元）（声 - 鈴木祐子）
- かのこ（腰元）（声 - 前田雅恵）
- あんこ（腰元）（声 - 江沢昌子）
- きなこ（腰元）（声 - 西原久美子）
- もなか（腰元）（声 - 今井洋子）
- 平賀源内（声 - 富山敬）
- ジュリー（犬）（声 - 玄田哲章）
- おっとっと（猫）（声 - 千葉繁）
- ワンタン（中国人のラーメン屋）（声 - 緒方賢一）
- チャーシュー（ワンタンの子供）（声 - さとうあい）
- 苦味涸らしの守（苦味藩の殿様）（声 - 肝付兼太）
- にがり姫（苦味藩の姫）（声 - 原えりこ）
- あつあげのすけ（苦味藩の若君）（声 - 鷹森淑乃）
- お涼（スケバングループのリーダー）（声 - 岡本麻弥）
- 祈祷師（老婆）（声 - 北川智繪）
- ET（宇宙人）（声 - 中尾隆聖）
- UFO（ETの息子）（声 - 神代智恵）
- 語り（声 - 大野智子）

### スタッフ
- 原作：倉金章介（連載誌：『月刊なかよし』、『テレビマガジン』、『たのしい幼稚園』）
- 製作：布川ゆうじ
- 総監督：案納正美
- プロデューサー：遠藤龍之介、清水賢治（フジテレビ）、木村京太郎（読売広告社）、鈴木義瀧（スタジオぴえろ）
- 企画：嶋村一夫 (読売広告社)
- シリーズ構成：浦沢義雄
- キャラクターデザイン：南家こうじ
- 総作画監督：岸義之
- 美術監督：新井寅雄
- 撮影監督：小島秀和
- 音響監督：藤山房延
- 音楽：小笠原寛
- 音楽制作：フジパシフィック音楽出版、キャニオン・レコード
- 制作担当：鈴木重裕
- 色指定：岩見美香
- 編集：森田編集室
- 録音制作：ザック・プロモーション
- 効果：佐々木純一（アニメサウンドプロダクション）
- 調整：松沢清、久保田隆
- 選曲：中村修
- 文芸：久島一仁
- 企画協力：竜の子プロダクション
- 制作：フジテレビ、読売広告社、スタジオぴえろ

### 主題歌・挿入歌
オープニングテーマ - 「恋はくえすちょん」
作詞 - 秋元康 / 作曲・編曲 - 見岳章 / 歌 - おニャン子クラブ（レーベル - キャニオン・レコード）
エンディングテーマ - 「あんみつ大作戦」
作詞 - 秋元康 / 作曲 - 長沢ヒロ / 編曲 - 山川恵津子 / 歌 - おニャン子クラブ（レーベル - キャニオン・レコード）
挿入歌
プリンセスあんみつ
作詞 - 伊藤アキラ / 作曲・編曲 - 小笠原寛 / 歌 - 小山茉美
あまから城あっぱれ音頭
作詞 - 伊藤アキラ / 作曲・編曲 - 小笠原寛 / 歌 - 小山茉美

### 各話リスト
| 話数 | サブタイトル                 | 脚本       | 絵コンテ   | 演出       | 作画監督   | 放送日         |
| ---- | ---------------------------- | ---------- | ---------- | ---------- | ---------- | -------------- |
| 1    | プリンセスは誕生日がお好き   | 浦沢義雄   | 八尋旭     | 日高麗     | 池上裕之   | 1986年 10月5日 |
| 2    | 御先祖様のステキな贈り物     | 浦沢義雄   | 石山タカ明 | 石山タカ明 | 高岡希一   | 10月12日       |
| 3    | 天才科学者源内さん登場!      | 浦沢義雄   | 香川豊     | 香川豊     | 川端宏     | 10月19日       |
| 4    | 初めまして!私の城下町!!      | 金春智子   | 本郷満     | 本郷満     | 本山浩司   | 10月26日       |
| 5    | オートマからくり神社         | 浦沢義雄   | 立場良     | 立場良     | 岸義之     | 11月2日        |
| 6    | 黄門様がやって来た!!         | 高屋敷英夫 | 石山タカ明 | 石山タカ明 | 千明ゆり   | 11月9日        |
| 7    | 謎の必殺中国拳法、来々拳!!   | 菅良幸     | 石井文子   | 石井文子   | 石井邦幸   | 11月16日       |
| 8    | せんべいさん、涙の大ズモウ   | 久島一仁   | 香川豊     | 香川豊     | 川端宏     | 11月23日       |
| 9    | 謎の忍者軍団、こんぺい党     | 菅良幸     | 八尋旭     | 青木佐恵子 | 三原武憲   | 11月30日       |
| 10   | 恐怖の雪山スキー!!           | 高屋敷英夫 | 石山タカ明 | 石山タカ明 | 増谷三郎   | 12月7日        |
| 11   | 源内さんのアッパレ一日殿様   | 浦沢義雄   | 立場良     | 立場良     | 池上裕之   | 12月14日       |
| 12   | 屋根裏のメリークリスマス!    | 金春智子   | 香川豊     | 香川豊     | 千明ゆり   | 12月21日       |
| 13   | あの素晴らしい愛をもう一度!  | 浦沢義雄   | 本郷満     | 本郷満     | 柳田義明   | 12月28日       |
| 14   | 初春の大空に舞うケンカ凧!!   | 菅良幸     | 石山タカ明 | 石山タカ明 | 三原武憲   | 1987年 1月4日  |
| 15   | 天才爆発浮世絵師、写楽の謎   | 高屋敷英夫 | 立場良     | 立場良     | 池上裕之   | 1月11日        |
| 16   | 暗黒港、姫様対ギャング!      | 浦沢義雄   | 中村隆太郎 | 岩本保雄   | 増谷三郎   | 1月18日        |
| 17   | 姫様家出!あんみつ一人旅!     | 菅良幸     | 石井文子   | 石井文子   | 重国勇二   | 1月25日        |
| 18   | モーレツ姫様ダメ鬼猛特訓!    | 久島一仁   | 中村孝一郎 | 中村孝一郎 | 柳田義明   | 2月1日         |
| 19   | 発覚!家老のスキャンダル!     | 高屋敷英夫 | 香川豊     | 香川豊     | 千明ゆり   | 2月8日         |
| 20   | 初恋は波止場の夜霧とともに   | 浦沢義雄   | 岩本保雄   | 岩本保雄   | 和泉絹子   | 2月15日        |
| 21   | 走れ!名馬アマカラシンボリ    | 浦沢義雄   | 石山タカ明 | 石山タカ明 | 池上裕之   | 2月22日        |
| 22   | ゲゲゲのあんみつ妖怪ひな祭   | 高屋敷英夫 | 立場良     | 立場良     | 昆進之介   | 3月1日         |
| 23   | バイトはつらいよ姫様奮闘篇   | 菅良幸     | 中村隆太郎 | 中山晴夫   | 増谷三郎   | 3月8日         |
| 24   | 謎のあまから城連続盗難事件   | 久島一仁   | 香川豊     | 香川豊     | 川端宏     | 3月15日        |
| 25   | スーパーあんみつブラザーズII | 浦沢義雄   | 中村隆太郎 | 中村隆太郎 | 和泉絹子   | 3月22日        |
| 26   | 姫様結婚!?お見合い地獄篇!!   | 浦沢義雄   | 石山タカ明 | 石山タカ明 | 池上裕之   | 3月29日        |
| 27   | ギョッ!姫様アメリカ留学!?    | 高屋敷英夫 | 立場良     | 立場良     | 昆進之介   | 4月5日         |
| 28   | 怪獣アッシー哀しみの逆襲!    | 菅良幸     | 岩本保雄   | 岩本保雄   | 増谷三郎   | 4月12日        |
| 29   | 甘えん坊将軍あんみつ評判記   | 浦沢義雄   | 八尋旭     | 青木佐恵子 | 青嶋克巳   | 4月19日        |
| 30   | 猛火!?あまから城が燃える日   | 山本優     | 中村隆太郎 | 中村隆太郎 | 和泉絹子   | 4月26日        |
| 31   | 楽しい楽しい宇宙大戦争!!     | 浦沢義雄   | 香川豊     | 日高麗     | 川端宏     | 5月3日         |
| 32   | 大出世!!甘栗の助の殿様物語   | 金春智子   | 石山タカ明 | 石山タカ明 | 古宇田文男 | 5月10日        |
| 33   | 爆走!!甘辛カーグランプリ!!   | 高屋敷英夫 | 中村隆太郎 | 中村隆太郎 | 増谷三郎   | 5月17日        |
| 34   | ミクロの姫様ミニミニ大戦争   | 菅良幸     | 立場良     | 立場良     | 和泉絹子   | 5月24日        |
| 35   | 西部のあんみつ荒野の大決闘   | 浦沢義雄   | 青木佐恵子 | 青木佐恵子 | 昆進之介   | 5月31日        |
| 36   | ドラキュラの夢は夜ひらく!?   | 山本優     | 八尋旭     | 日高麗     | 池上裕之   | 6月7日         |
| 37   | 霧のロンドンあんみつ名探偵   | 金春智子   | 石山タカ明 | 石山タカ明 | 川端宏     | 6月14日        |
| 38   | ドラゴンあんみつ珍々西遊記   | 高屋敷英夫 | 中村隆太郎 | 中村隆太郎 | 増谷三郎   | 6月21日        |
| 39   | カリブ海!海賊退治大作戦!!    | 菅良幸     | 立場良     | 立場良     | 古宇田文男 | 6月28日        |
| 40   | 銀河のロマンス、星に願いを   | 浦沢義雄   | 八尋旭     | 青木佐恵子 | 池上裕之   | 7月5日         |
| 41   | 夢工場!!姫様はコンパニオン   | 菅良幸     | 中村隆太郎 | 中村隆太郎 | 和泉絹子   | 7月12日        |
| 42   | 涙の乙姫!思い出の渚!!        | 山本優     | 岩本保雄   | 岩本保雄   | 増谷三郎   | 7月26日        |
| 43   | ゲゲゲのあんみつ亡霊夏祭り   | 久島一仁   | 石山タカ明 | 石山タカ明 | 川端宏     | 8月2日         |
| 44   | 夏に御用心!友情の軽井沢      | 金春智子   | 立場良     | 立場良     | 古宇田文男 | 8月9日         |
| 45   | 悲しきカッパ姫様怒りの逆襲   | 高屋敷英夫 | 岩本保雄   | 岩本保雄   | 増谷三郎   | 8月16日        |
| 46   | 宇宙の姫様ロケット大作戦!!   | 山本優     | 八尋旭     | 日高麗     | 池上裕之   | 8月23日        |
| 47   | 大逆転!種介涙の結婚物語!!    | 菅良幸     | 中村隆太郎 | 中村隆太郎 | 和泉絹子   | 8月30日        |
| 48   | ゲゲゲのあんみつ死霊館の謎   | 高屋敷英夫 | 立場良     | 立場良     | 川端宏     | 9月6日         |
| 49   | 蛇屋敷!謎の美少女を救え!!    | 金春智子   | 石山タカ明 | 石山タカ明 | 池上裕之   | 9月13日        |
| 50   | 激動!甘辛城内大戦争!!        | 浦沢義雄   | 中村隆太郎 | 中村隆太郎 | 和泉絹子   | 9月20日        |
| 51   | 幸せに!花嫁はあんみつ姫      | 浦沢義雄   | 立場良     | 立場良     | 青嶋克巳   | 9月27日        |

### 放送局
※放送日時は個別に出典が提示されているものを除き1987年9月終了時点、放送系列は放送当時のものとする
| 放送地域       | 放送局         | 放送日時                                             | 放送系列                      | 備考                                              |
| -------------- | -------------- | ---------------------------------------------------- | ----------------------------- | ------------------------------------------------- |
| 関東広域圏     | フジテレビ     | 日曜 18:00 - 18:30                                   | フジテレビ系列                | 制作局                                            |
| 北海道         | 北海道文化放送 | 日曜 18:00 - 18:30                                   | フジテレビ系列                |                                                   |
| 宮城県         | 仙台放送       | 日曜 18:00 - 18:30                                   | フジテレビ系列                |                                                   |
| 秋田県         | 秋田テレビ     | 日曜 18:00 - 18:30                                   | フジテレビ系列                | 1987年3月まではテレビ朝日系列とのクロスネット局。 |
| 山形県         | 山形テレビ     | 日曜 18:00 - 18:30                                   | フジテレビ系列                |                                                   |
| 福島県         | 福島テレビ     | 日曜 18:00 - 18:30                                   | フジテレビ系列                |                                                   |
| 新潟県         | 新潟総合テレビ | 日曜 18:00 - 18:30                                   | フジテレビ系列                | 現・NST新潟総合テレビ。                           |
| 長野県         | 長野放送       | 日曜 18:00 - 18:30                                   | フジテレビ系列                |                                                   |
| 静岡県         | テレビ静岡     | 日曜 18:00 - 18:30                                   | フジテレビ系列                |                                                   |
| 富山県         | 富山テレビ     | 日曜 18:00 - 18:30                                   | フジテレビ系列                |                                                   |
| 石川県         | 石川テレビ     | 日曜 18:00 - 18:30                                   | フジテレビ系列                |                                                   |
| 福井県         | 福井テレビ     | 日曜 18:00 - 18:30                                   | フジテレビ系列                |                                                   |
| 中京広域圏     | 東海テレビ     | 日曜 18:00 - 18:30                                   | フジテレビ系列                |                                                   |
| 近畿広域圏     | 関西テレビ     | 日曜 18:00 - 18:30                                   | フジテレビ系列                |                                                   |
| 島根県・鳥取県 | 山陰中央テレビ | 日曜 18:00 - 18:30                                   | フジテレビ系列                |                                                   |
| 岡山県・香川県 | 岡山放送       | 日曜 18:00 - 18:30                                   | フジテレビ系列                |                                                   |
| 広島県         | テレビ新広島   | 日曜 18:00 - 18:30                                   | フジテレビ系列                |                                                   |
| 愛媛県         | 愛媛放送       | 日曜 18:00 - 18:30                                   | フジテレビ系列                | 現・テレビ愛媛。                                  |
| 福岡県         | テレビ西日本   | 日曜 18:00 - 18:30                                   | フジテレビ系列                |                                                   |
| 佐賀県         | サガテレビ     | 日曜 18:00 - 18:30                                   | フジテレビ系列                |                                                   |
| 熊本県         | テレビ熊本     | 日曜 18:00 - 18:30                                   | フジテレビ系列 テレビ朝日系列 |                                                   |
| 沖縄県         | 沖縄テレビ     | 日曜 18:00 - 18:30                                   | フジテレビ系列                |                                                   |
| 青森県         | 青森放送       | 木曜 17:00 - 17:30                                   | テレビ朝日系列 日本テレビ系列 |                                                   |
| 岩手県         | テレビ岩手     | 日曜 7:15 - 7:45（1987年9月時点） ↓ 日曜 8:30 - 9:00 | 日本テレビ系列                |                                                   |
| 山梨県         | 山梨放送       | 火曜 17:00 - 17:30                                   | 日本テレビ系列                |                                                   |
| 山口県         | テレビ山口     | 月曜 17:00 - 17:30                                   | TBS系列 フジテレビ系列        |                                                   |
| 長崎県         | テレビ長崎     | 月曜 16:30 - 17:00                                   | 日本テレビ系列 フジテレビ系列 |                                                   |
| 鹿児島県       | 鹿児島テレビ   | 水曜 16:30 - 17:00                                   | 日本テレビ系列 フジテレビ系列 | 1987年4月8日から1988年4月6日まで放送              |

| フジテレビ系 日曜18時台前半枠 | フジテレビ系 日曜18時台前半枠 | フジテレビ系 日曜18時台前半枠 |
| 前番組                        | 番組名                        | 次番組                        |
| ----------------------------- | ----------------------------- | ----------------------------- |
| スポーツ特Q                   | あんみつ姫（アニメ版）        | のらくろクン                  |

### 海外展開
香港の無綫電視では、『甜甜小公主』のタイトルで広東語による吹き替え版が1988年に放送された。オープニングテーマは、広東語版オリジナルの主題歌を制作。
甜甜小公主
作詞 - 鄭國江 / 作曲・編曲 - 陳永良 / 歌 - 劉美君

## 映像ソフト
VHS
テレビアニメ版
- 放送順とは関係なく、各巻セレクトされた3話ずつを収録。

テレビドラマ版
- 小泉今日子のあんみつ姫：全3巻。

DVD
テレビアニメ版
- あんみつ姫 DVD-BOX1：2005年6月29日発売。1 - 27話を収録。キャラクターデザイナー、岸義之が描き下ろしたジャケットにDVDシリーズが入っている。
- あんみつ姫 DVD-BOX2：2005年8月31日発売。28 - 51話を収録。

テレビドラマ版
- あんみつ姫：2008年6月27日発売。井上真央版。

## テレビゲーム
アニメの放送期間中にセガ・エンタープライゼスより同社のテレビゲーム機、セガ・マークIII用ソフトとして発売された。アドベンチャーゲームに分類されるが当時主流であったコマンド選択方式ではなく、あんみつ姫を直接操作して探索を行うなどアクションゲームの要素が強い。

### ゲーム内容
物語は新装開店したケーキ屋「ぽんぽこ」に向かうため、8つに切断された店のチラシを探し回り、城を抜け出すというもの。ゲームには時刻の概念があり、移動を繰り返すたびに少しずつ時間が経過していく。夕方5時までにケーキ屋にたどり着かないとゲームオーバーになってしまう。
用意されている面はあまから城、城と町を繋ぐ森、町、町とケーキ屋を繋ぐ森の4つ。このうちあまから城と町は他のキャラクターとの会話やアイテムの捜索といった謎解きを行うアドベンチャーシーン、2つの森は左右への移動とジャンプ、唯一の攻撃方法となる金平糖投げを駆使し、敵や罠をかわしながら終点を目指すアクションシーンとなる。画面はいずれもサイドビュー表示。

### 操作方法
- 方向ボタン ： あんみつ姫の移動
  - 左右 ： 移動
  - 上 ： 階段を上る・部屋や建物に入る・モノを調べる
  - 下 ： 階段を降りる
- 1ボタン（左） ： ゲーム画面とマップ画面の切り替え・ジャンプ
- ２ボタン（右） ： メッセージの切り替え・ショット

### 備考
ファミリーコンピュータを越える同時発色数というマークIIIの特徴を生かし、各キャラクターは小さいながらもアニメの雰囲気を損なうことなく再現された。しかしゲーム内では謎解きに関するヒントはほとんど用意されておらず、ある時刻に特定の場所で何かを行うといった複雑な謎やすぐゲームオーバーになる理不尽な罠が非常に多いなど、アニメの主な視聴者層である子供を対象としている作品にもかかわらず難易度が高く設定されており、マークIIIユーザーからの幅広い支持は得られなかった。
日本国外の市場ではキャラクターをあんみつ姫からセガのマスコット的存在であったアレックスキッドに変更し、Alex Kidd in High Tech Worldのタイトルで発売された。High Tech Worldと名が付いているもののキャラクターグラフィックに変更が加えられている程度で、あんみつ姫の舞台となった江戸時代の雰囲気は残されている。